# Айин
Айин — река в России, протекает по территории Олюторского района Камчатского края. Длина реки — 24 км.
Берёт истоки у юго-восточного подножия горы Трезуб. Впадает в Олюторский залив (лагуна Кавача).

## Название
Название в переводе с чукот. — «прибойная». Это связано с тем, что в устье реки даже в тихую погоду наблюдается накат волн, прибой.

## Данные водного реестра
По данным государственного водного реестра России относится к Анадыро-Колымскому бассейновому округу.
Код объекта в государственном водном реестре — 19060000212120000002563.